# Ludwig von Mellinger
Ludwig Mellinger, ab 1905 Ritter von Mellinger, (* 11. Dezember 1849 in Rheinzabern; † 20. Juli 1929 in Passau) war ein deutscher Baumeister.

## Leben

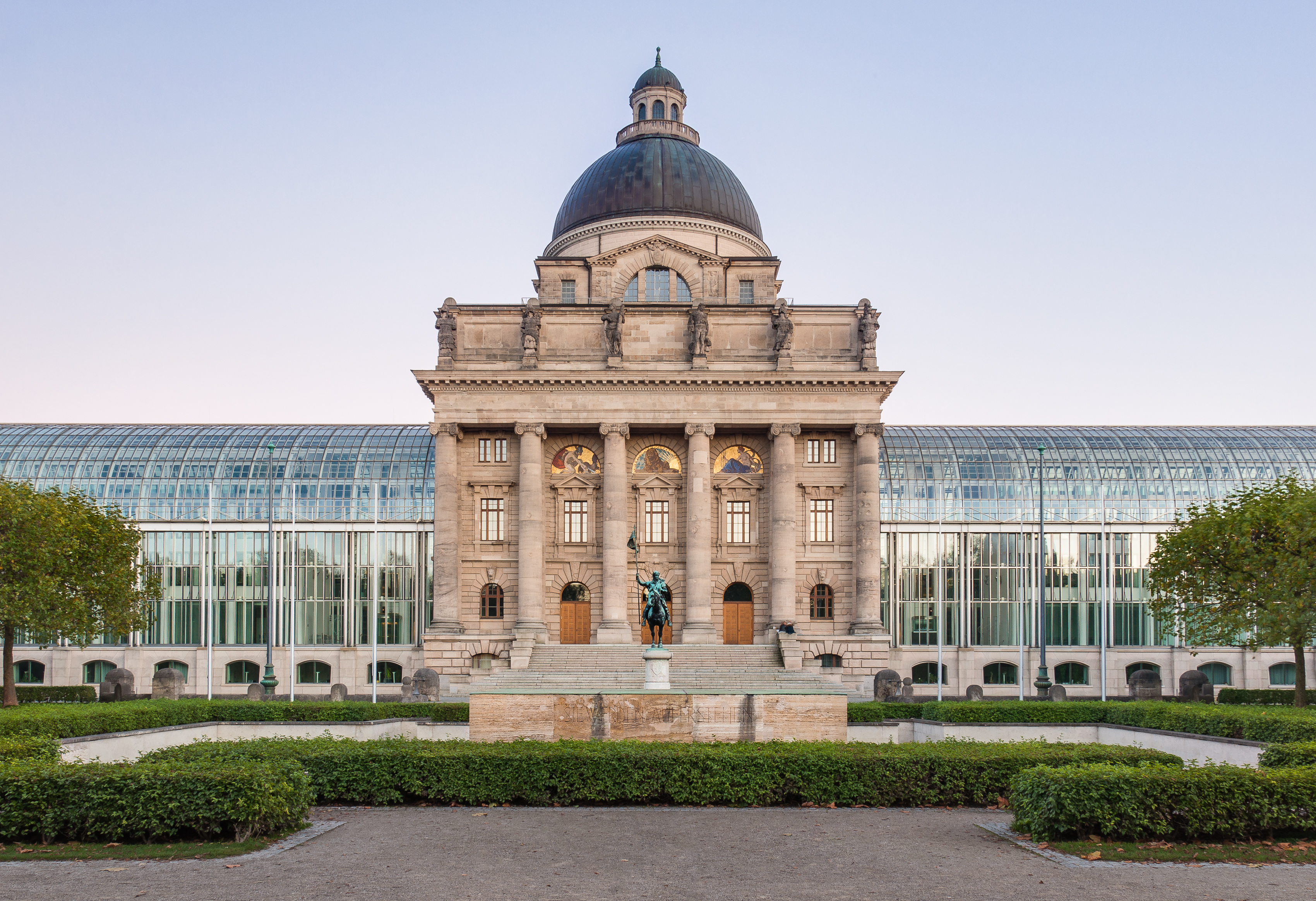
Bayerische Staatskanzlei von Westen, historischer Kuppelbau von Ludwig von Mellinger

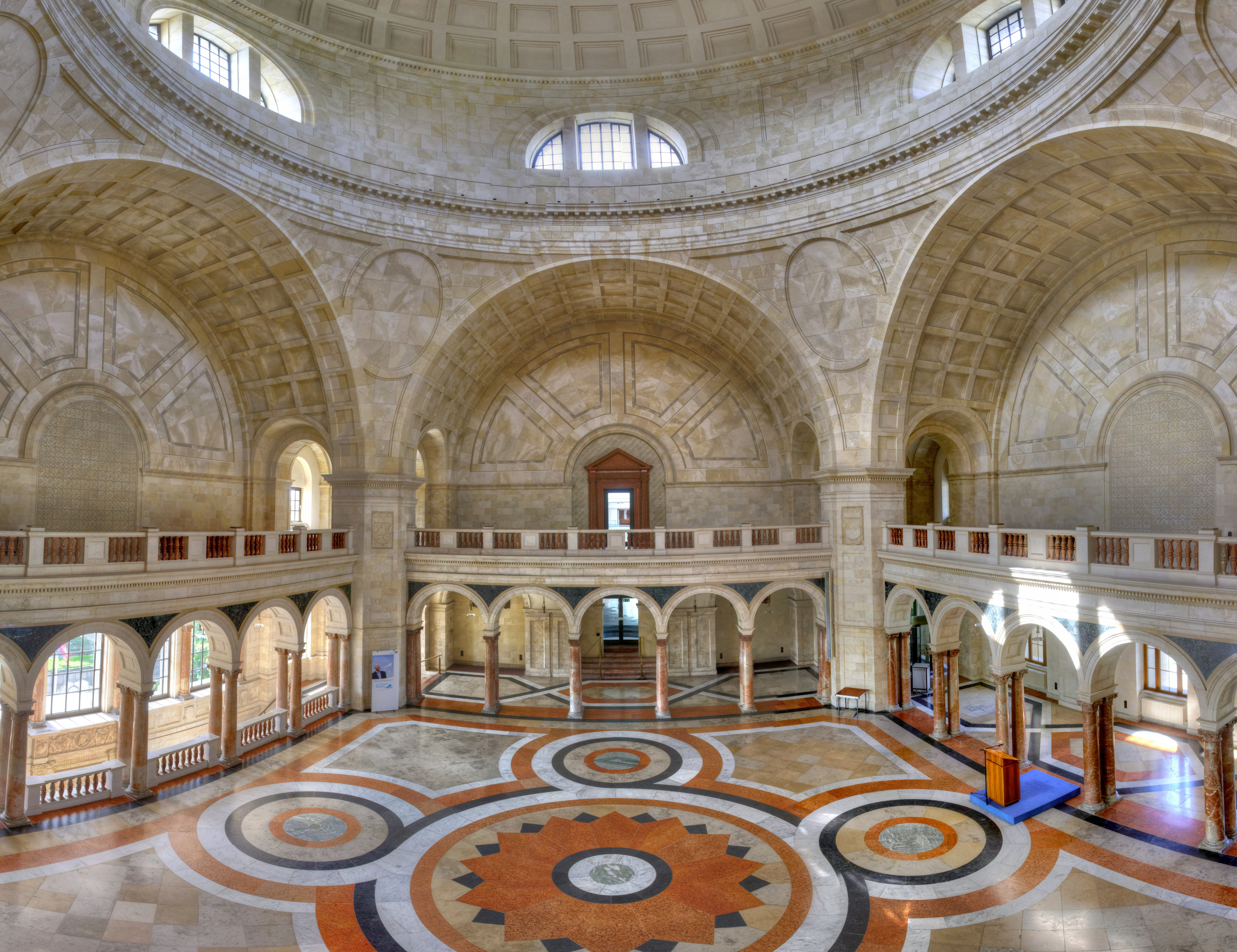
Innenansicht von Mellingers Teil der Bayerischen Staatskanzlei

Mellinger war ein Sohn des Notars Michael Mellinger in Rheinzabern und seiner Frau Charlotte, geb. Rebenack. Nach dem Besuch des Gymnasiums in Ansbach absolvierte er ein Studium an der Polytechnische Hochschule München. 1868 wurde er im Corps Franconia München aktiv. 1871/72 leistete er seinen Dienst als Einjährig-Freiwilliger im Königlich Bayerischen 2. Infanterie-Regiment „Kronprinz“ in München. Nach bestandem Examen trat er in den bayerischen Staatsdienst, zunächst mit Verwendungen an den Landbauämtern Memmingen, Weilheim und Speyer. 1886 wurde er Bau- und Intendanturrat in der Militärbauverwaltung Würzburg, 1895 Geheimer Baurat im Kriegsministerium, 1898 Geheimer Oberbaurat. 1905 wurde er in den Adelsstand erhoben und zum Ritter des Verdienstordens der Bayerischen Krone ernannt. Zu seinen Werken zählt der  1905 eingeweihte Neubau des Bayerischen Armeemuseums in München, dessen Reste 1989/93 zur neuen Bayerischen Staatskanzlei umgebaut wurden. Mit dem 1. Februar 1919 trat er in den Ruhestand. Die letzten Lebensjahre verbrachte er bei seiner Tochter in Passau, wo er auch starb und begraben wurde.

## Auszeichnungen
- Verdienstorden der Bayerischen Krone IV. Klasse (1905)
- Offizierskreuz des Kgl. Bayerischen Militär-Verdienstordens mit der Krone (1909)
- Preußischer Kronenorden II. Klasse (1913)
- Eisernes Kreuz am weißen Bande (1915)
- König Ludwig-Kreuz (1916)
- Verdienstorden vom Heiligen Michael II. Klasse (1917)